# Казаков, Анатолий Семёнович
Анатолий Семёнович Казаков (1923—1986) — подполковник Советской Армии, участник Великой Отечественной войны, Герой Советского Союза (1946).

## Биография
Анатолий Казаков родился 20 февраля 1923 года в поселке Урмары Цивильского уезда (ныне Урмарский муниципальный округ Чувашской Республики). Окончил восемь классов школы и аэроклуб в Чебоксарах. В декабре 1940 года Казаков был призван на службу в Красную Армию. В 1942 году он окончил Энгельсскую военную авиационную школу пилотов. С июля 1943 года — на фронтах Великой Отечественной войны. Принимал участие в боях на Воронежском, 1-м и 2-м Украинских фронтах.
К концу апреля 1945 года старший лейтенант Анатолий Казаков командовал звеном 235-го штурмового авиаполка 264-й штурмовой авиадивизии 5-го штурмового авиационного корпуса 5-й воздушной армии 2-го Украинского фронта. К тому времени он совершил 150 боевых вылетов на штурмовку скоплений боевой техники и живой силы противника, его важных объектов и коммуникаций, нанеся ему большие потери.
Указом Президиума Верховного Совета СССР от 15 мая 1946 года за «отвагу и мужество, проявленные при нанесении штурмовых ударов по противнику» старший лейтенант Анатолий Казаков был удостоен высокого звания Героя Советского Союза с вручением ордена Ленина и медали «Золотая Звезда».
После окончания войны Казаков продолжил службу в Советской Армии. В 1956 году в звании подполковника он был уволен в запас. Проживал в Казани, работал лётчиком-инструктором Казанского аэроклуба. В 1977—1986 годах — учебный мастер военной кафедры Казанского авиационного института. Умер 8 сентября 1986 года.
Был также награждён тремя орденами Красного Знамени, орденами Александра Невского, Отечественной войны 1-й степени, двумя орденами Красной Звезды, рядом медалей.
Именем Героя названа улица в посёлке Урмары.